# Târgul
Târgul este un film românesc din 1929 regizat de Titus Mesaros.